# Amazing Grace (Spiritualized)
Amazing Grace è il quinto album discografico in studio del gruppo musicale inglese Spiritualized, pubblicato nel 2003.

## Tracce
1. This Little Life of Mine – 4:00
2. She Kissed Me (It Felt Like a Hit) – 3:27
3. Hold On – 3:54
4. Oh Baby – 4:10
5. Never Goin' Back – 2:53
6. The Power and the Glory – 4:30
7. Lord Let It Rain on Me – 3:42
8. The Ballad of Richie Lee – 3:25
9. Cheapster – 2:39
10. Rated X – 5:19
11. Lay It Down Slow – 5:00

## Formazione
- J. Spaceman - chitarra, piano, voce
- Tom Edwards - piano, percussioni, tastiere
- Kevin Bales - batteria
- Doggen - basso, chitarre
- Thighpaulsandra - tastiere
- John Coxon - chitarre